# بال‌توریان مهره‌دار
بال‌توریان مهره‌دار (نام علمی: Berothidae) نام یک تیره از راسته بال‌توری‌سانان است.